# Olympische Winterspiele 1992/Rennrodeln – Doppelsitzer
Der Doppelsitzer im Rennrodeln bei den Olympischen Winterspielen 1992 in Albertville bestand aus zwei Läufen, von denen beide am 14. Februar 1992 ausgetragen wurden. Austragungsort war die Piste de La Plagne. Am Start waren 40 Teilnehmer aus 15 Ländern, von denen alle in die Wertung kamen. Olympiasieger wurden Stefan Krauße und Jan Behrendt aus Deutschland mit einer Gesamtzeit von 1:32,053 Minuten. Die Silbermedaille holten ihre Landsmänner Yves Mankel und Thomas Rudolph vor Hansjörg Raffl und Norbert Huber aus Italien, die die Bronzemedaille gewannen.

## Titelträger
| Olympiasieger | Jörg Hoffmann Jochen Pietzsch ( Deutsche Demokratische Republik) |
| Weltmeister   | Stefan Krauße Jan Behrendt ( Deutschland)                        |

## Ergebnis
| Rang | Athleten                            | Nation             | Lauf 1   | Lauf 1 | Lauf 2   | Lauf 2 | Gesamt     |
| Rang | Athleten                            | Nation             | Zeit (s) | Rang   | Zeit (s) | Rang   | Zeit (min) |
| ---- | ----------------------------------- | ------------------ | -------- | ------ | -------- | ------ | ---------- |
| 001  | Stefan Krauße Jan Behrendt          | Deutschland        | 46,060   | 1      | 45,993   | 1      | 1:32,053   |
| 002  | Yves Mankel Thomas Rudolph          | Deutschland        | 46,125   | 3      | 46,114   | 2      | 1:32,239   |
| 003  | Hansjörg Raffl Norbert Huber        | Italien            | 46,114   | 2      | 46,184   | 3      | 1:32,298   |
| 004  | Ioan Apostol Liviu Cepoi            | Rumänien           | 46,315   | 4      | 46,334   | 4      | 1:32,649   |
| 005  | Kurt Brugger Wilfried Huber         | Italien            | 46,447   | 5      | 46,363   | 5      | 1:32,810   |
| 006  | Hans Kohala Carl-Johan Lindqvist    | Schweden           | 46,661   | 8      | 46,473   | 6      | 1:33,134   |
| 007  | Gerhard Gleirscher Markus Schmidt   | Österreich         | 46,514   | 6      | 46,743   | 8      | 1:33,257   |
| 008  | Albert Demtschenko Alexei Selenski  | Vereintes Team     | 46,552   | 7      | 46,747   | 9      | 1:33,299   |
| 009  | Wendel Suckow Bill Tavares          | Vereinigte Staaten | 46,787   | 9      | 46,664   | 7      | 1:33,451   |
| 010  | Igor Lobanow Gennadi Beljakow       | Vereintes Team     | 46,849   | 10     | 47,098   | 13     | 1:33,947   |
| 011  | Aivars Polis Roberts Suharevs       | Lettland           | 46,988   | 13     | 46,961   | 11     | 1:33,949   |
| 012  | Chris Thorpe Gordy Sheer            | Vereinigte Staaten | 46,980   | 12     | 47,062   | 12     | 1:34,042   |
| 013  | Christi-Adrian Sudu Dan Doll        | Kanada             | 47,178   | 16     | 46,923   | 10     | 1:34,101   |
| 014  | Bob Gasper André Benoit             | Kanada             | 46,873   | 11     | 47,229   | 15     | 1:34,102   |
| 015  | Petr Urban Jan Kohoutek             | Tschechoslowakei   | 47,055   | 14     | 47,219   | 14     | 1:34,274   |
| 016  | Harald Rolfsen Snorre Pedersen      | Norwegen           | 47,610   | 18     | 47,368   | 16     | 1:34,978   |
| 017  | Ilko Karatscholow Iwan Karatscholow | Bulgarien          | 47,538   | 17     | 47,514   | 17     | 1:35,052   |
| 018  | Atsushi Sasaki Yuji Sasaki          | Japan              | 47,776   | 19     | 47,566   | 18     | 1:35,342   |
| 019  | Yves Boyer Frédéric Bertrand        | Frankreich         | 48,847   | 20     | 48,060   | 19     | 1:36,907   |
| 020  | Leszek Szarejko Adrian Przechewka   | Polen              | 47,127   | 15     | 1:07,927 | 20     | 1:55,054   |